# Schlafzimmerblick

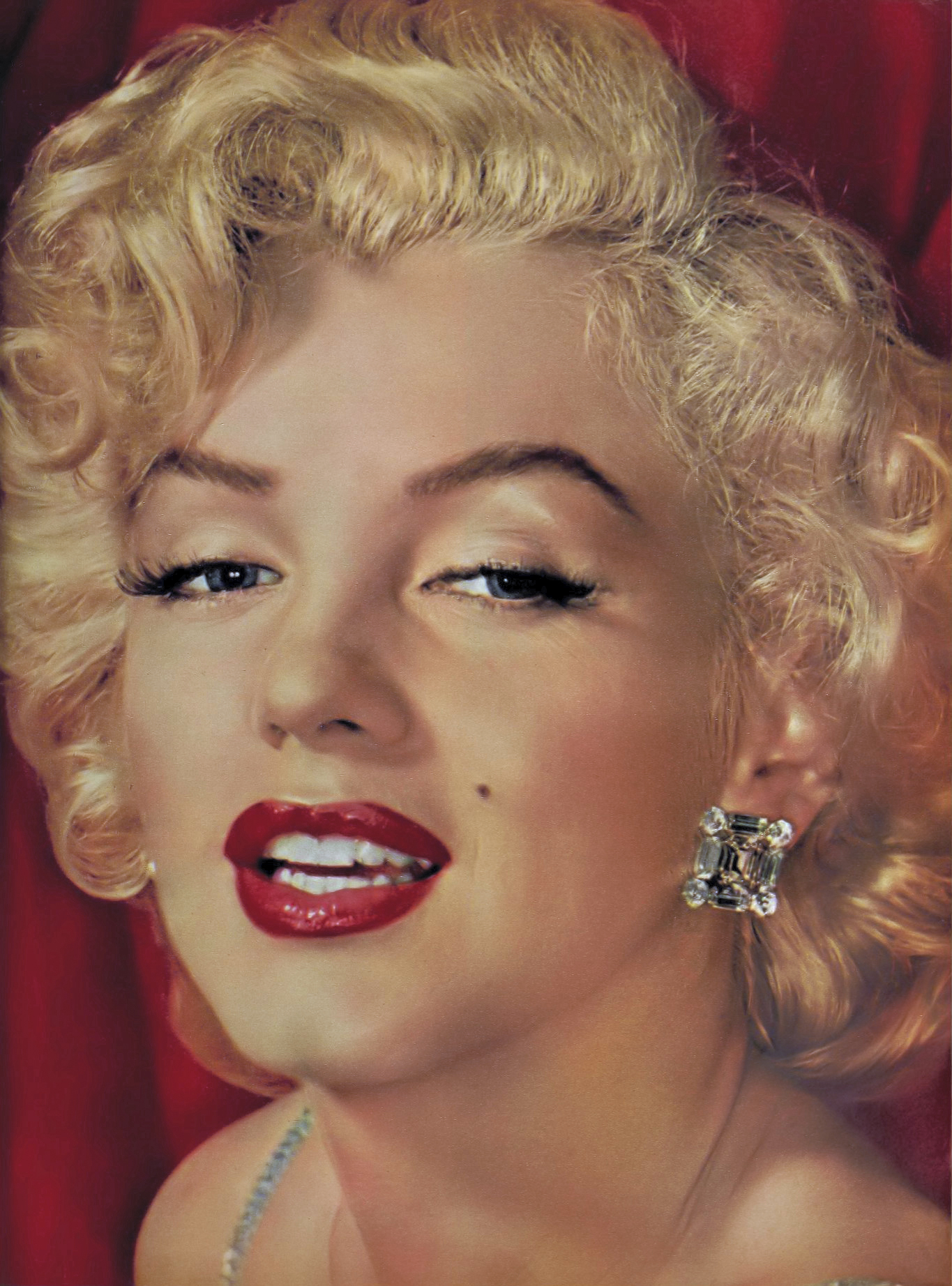
Marilyn Monroe mit typischem Schlafzimmerblick (1961)

Der Schlafzimmerblick ist laut Duden ein „betont sinnlicher Blick [einer Frau] mit nicht ganz geöffneten Lidern [der erotisierend wirken soll]“. Bekannt für ihren Schlafzimmerblick waren etwa Marilyn Monroe und Vicky Leandros.
Eine Studie von 2012 stellte hingegen fest, dass ein Mann mit gesenkten Augenlidern auf Frauen weniger attraktiv wirkte als mit offenen Augen, besonders im Hinblick auf eine langfristige Beziehung. Zudem wurden gesenkte Lider mit kurzfristigeren Paarungsstrategien assoziiert.
Hängen ein oder beide Lider dauerhaft herab, angeboren oder krankheitsbedingt, spricht man medizinisch von einer Ptosis. Diese wird manchmal ebenfalls als Schlafzimmerblick bezeichnet.